# Bécasseau à col roux
Calidris ruficollis
Espèce
Statut de conservation UICN

 NT  : Quasi menacé
Le Bécasseau à col roux (Calidris ruficollis) ou Bécasseau à cou roux, est une espèce d'oiseaux limicoles de la famille des Scolopacidae.

## Description

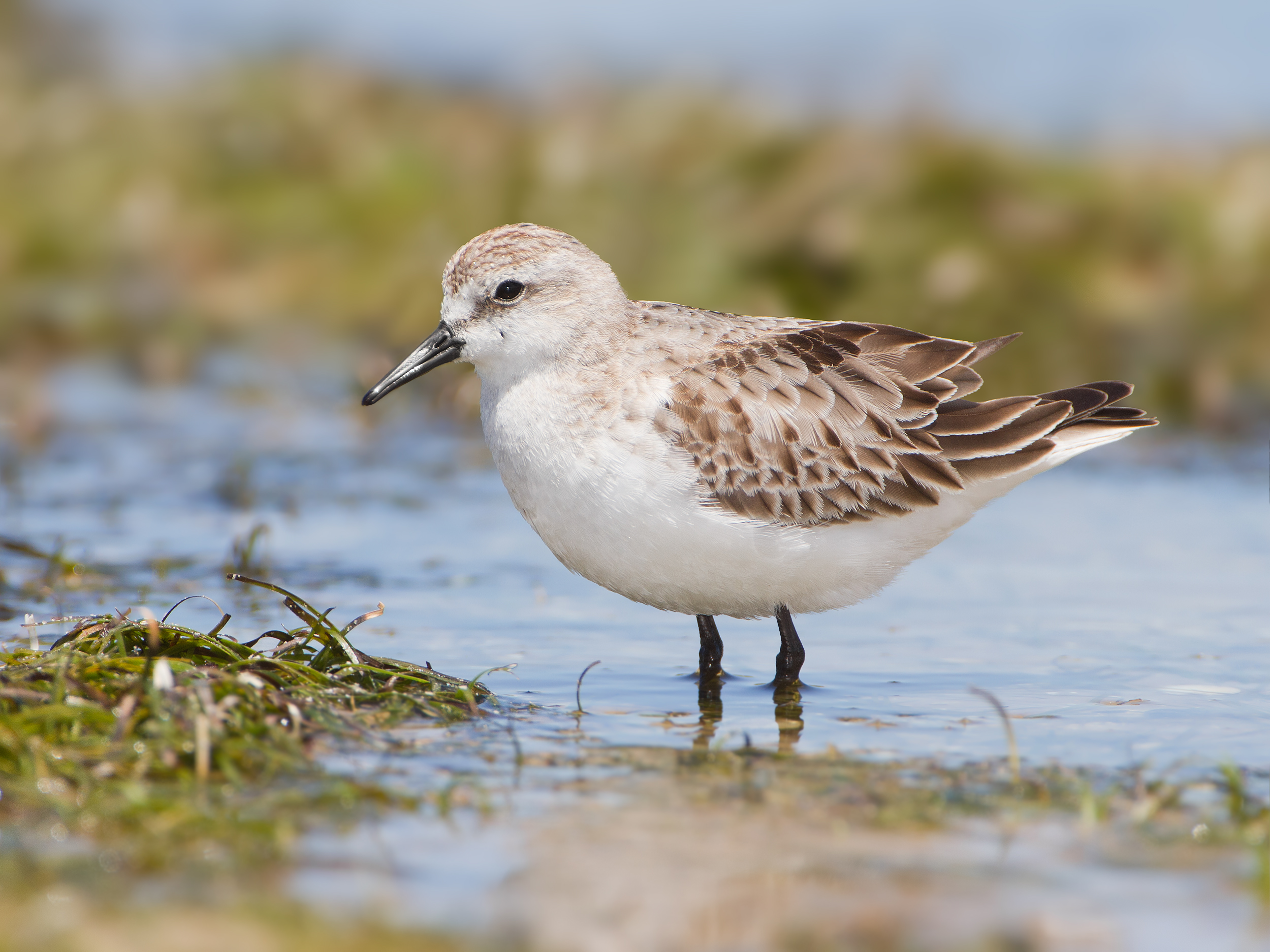
plumage d'hiver

Il peuple le Nord-Est de la Sibérie ; il hiverne en Asie du Sud-Est et en Océanie.